# 陈介平
陈介平（1913年—？），笔名雨农、陈渔农，女，蒙古族，内蒙古呼和浩特人，中国政治人物，曾任内蒙古自治区妇联副主任，第四届全国政协委员。